# Petersburg (Tennessee)
Petersburg és una població dels Estats Units a l'estat de Tennessee. Segons el cens del 2000 tenia 580 habitants.

## Demografia
Segons el cens del 2000, Petersburg tenia 580 habitants, 235 habitatges, i 156 famílies. La densitat de població era de 243,4 habitants/km².
Dels 235 habitatges en un 28,9% hi vivien nens de menys de 18 anys, en un 51,1% hi vivien parelles casades, en un 12,3% dones solteres, i en un 33,2% no eren unitats familiars. En el 31,1% dels habitatges hi vivien persones soles el 15,7% de les quals corresponia a persones de 65 anys o més que vivien soles. El nombre mitjà de persones vivint en cada habitatge era de 2,47 i el nombre mitjà de persones que vivien en cada família era de 3,12.
Per edats la població es repartia de la següent manera: un 25% tenia menys de 18 anys, un 8,6% entre 18 i 24, un 27,6% entre 25 i 44, un 22,9% de 45 a 60 i un 15,9% 65 anys o més.
L'edat mediana era de 37 anys. Per cada 100 dones de 18 o més anys hi havia 88,3 homes.
La renda mediana per habitatge era de 27.875 $ i la renda mediana per família de 40.714 $. Els homes tenien una renda mediana de 27.500 $ mentre que les dones 21.016 $. La renda per capita de la població era de 13.898 $. Entorn del 8,4% de les famílies i el 15,9% de la població estaven per davall del llindar de pobresa.

## Poblacions més properes
El següent diagrama mostra les poblacions més properes.